# Рукавишников, Александр Иулианович
Алекса́ндр Иулиа́нович Рукави́шников (род. 2 октября 1950, Москва, РСФСР, СССР) — скульптор, народный художник Российской Федерации (1995), действительный член Российской академии художеств, профессор. Мастер монументальных и станковых композиций, скульптурных портретов. Лауреат Государственной премии Российской Федерации (2021).

## Биография
Александр Иулианович Рукавишников родился 2 октября 1950 года в Москве в семье скульпторов И. М. Рукавишникова и А. Н. Филипповой, став третьим в династии потомственных скульпторов вслед за отцом и дедом — Митрофаном Сергеевичем Рукавишниковым.
Александр Рукавишников поступил в Московский художественный институт имени В. И. Сурикова (мастерская Л. Е. Кербеля), который окончил в в 1974 году, защитив с отличием дипломную работу «Северный рыбак».
В студенческие годы увлекался спортом, профессионально занимался карате, стал обладателем «черного пояса», а позднее — с 1990 года — являлся президентом Федерации карате города Москвы. Увлечение спортом отразилось на раннем творчестве скульптора — будучи студентом он создал такие композиции, как «Боксер» и «Борцы», давшие начало циклу работ, посвященных спорту. В 1977 году из его мастерской вышла скульптурная композиция «Инструктор карате В. Пак», которая была приобретена Государственной Третьяковской галереей, а в 1983 — скульптурный портрет «Тамара Быкова — экс-чемпионка мира по прыжкам в высоту».
В 1984 году Александру Рукавишникову было присвоено почётное звание «Заслуженный художник РСФСР».
С 1986 по 1991 год Рукавишников был секретарём Правления Союза художников СССР.
С 1993 года заведует кафедрой скульптуры МГХИ имени В. И. Сурикова.
В 1997 году был избран действительным членом Российской академии художеств.
А. И. Рукавишников — постоянный участник всероссийских и международных художественных выставок. Персональные выставки Рукавишникова прошли в Центральном доме художника и в залах Российской академии художеств в Москве, в Музее современного искусства Нассау (США), в Галерее Дилеманна (Бельгия) и в других музеях и выставочных залах мира.
Работы А. И. Рукавишникова хранятся в собраниях Третьяковской галереи, Русского музея, музея Людвига, Siemens, Hermes, John Wilson, многочисленных частных и корпоративных коллекциях.
В 2012 году открылась Мастерская Александра Рукавишникова на Земляном Валу.
В 2022 году А. И. Рукавишников был назначен главным художником Московского театра Олега Табакова.

## Наиболее известные работы
- 1975 — Обелиск на месте гибели космонавта Ю. А. Гагарина и лётчика-испытателя В. С. Серёгина (Владимирская область)[8]
- 1978 — Монументально-декоративная композиция для фонтана (Москва, гостиница «Орлёнок»)[8]
- 1984 — Памятник Владимиру Высоцкому на Ваганьковском кладбище (Москва)[8][3]
- 1984 — Скульптурная композиция «Мое Нечерноземье» (Тула)[8]
- 1985 — Памятник лётчику П. Н. Нестерову (Нижний Новгород)
- 1985 — Монумент, посвящённый всемирному фестивалю молодёжи и студентов (Москва)[8]
- 1985 — Памятник Микешину (Смоленск)[8]
- 1986 — Памятник В. И. Ленину (Копенгаген)[8]
- 1988 — Скульптурная композиция «Мама» (Сеул)[8][9]
- 1988 — Мемориальная доска Владимиру Высоцкому на Малой Грузинской улице (Москва)[8]
- 1989 — Памятник советским добровольцам, воевавшим в Испании в годы гражданской войны (Мадрид)[8]
- 1997 — Памятник Достоевскому у Российской государственной библиотеки (Москва)[8][3]
- 1998 — Памятник Татищеву (Тольятти)[8][2]
- 1999 — Памятники Льву Яшину (Москва)[8][10]
- 1999 — Памятник Коровьеву и Бегемоту (Москва)
- 1999 — Памятник Владимиру Набокову (Монтрё, Швейцария, в соавторстве с Филиппом Рукавишниковым)[11][3]
- 2000 — Памятник Юрию Никулину у цирка Никулина (Москва)[8]
- 2000 — Памятник Юрию Никулину на Новодевичьем кладбище (Москва)[8]
- 2001 — Памятник Артёму Боровику на Новодевичьем кладбище (Москва)[8]
- 2002 — Памятник Павлу Садырину на Кунцевском кладбище (Москва)[источник не указан 634 дня]
- 2003 — Памятник Иосифу Кобзону (Донецк)[8]
- 2003 — Памятник Сергею Перхуну на Запорожском кладбище (Днепр,Днепропетровской области,Украина)
- 2004 — Памятник Петру Кропоткину (Дмитров)
- 2005 — Памятник Александру II (Москва)[8][12][13]
- 2006 — Памятник Александру Гомельскому на Ваганьковском кладбище (Москва)
- 2007 — Памятник Шолохову (Москва, Гоголевский бульвар)[8][14][15]
- 2007 — Памятник Дмитрию Донскому (Коломна)[8]
- 2007 — Памятник репрессированным священникам (Шуя)[8]
- 2007 — Памятник Константину Бескову на Ваганьковском кладбище (Москва)
- 2007 — Статуэтка «Золотой пояс», ежегодно вручаемая лауреатам профессиональной премии в области боевых искусств
- 2008 — Памятник Александру Зассу (Оренбург, у здания цирка)[16][17]
- 2008 — Памятник Якову Дьяченко (Хабаровск)[8]
- 2008 — Памятник Дмитрию Солунскому в Дмитрове (архитектор — Ростислав Викторович Нарский)[18].
- 2009 — Памятник Сергею Рахманинову (Великий Новгород)[8]
- 2010 — Мемориальная доска генералу В. Л. Говорову (Москва)[8]
- 2011 — Памятник Муслиму Магомаеву (Москва)[8]
- 2011 — Памятник Вячеславу Иванькову на Ваганьковском кладбище (Москва)[19]
- 2012 — Памятник Мстиславу Ростроповичу (Москва, угол Брюсова и Елисеевского переулков)[20][11]
- 2012 — Памятник Юлиану Семёнову (Ялта, у гостиницы «Ореанда»)[21]
- 2012 — Памятник В. Н. Хитрово (Москва)[8]
- 2013 — Памятник П. Ф. Дерунову (Рыбинск)[8][22]
- 2013 — Памятник В. П. Дубынину (Каменск-Уральский)[8]
- 2014 — Памятник генералу Скобелеву у Академии Генерального штаба (Москва)[23][24][25]
- 2014 — Памятник Сергею Михалкову (Москва, Поварская улица)[26][27]
- 2014 — Памятник А. П. Чехову (Москва)[11]
- 2014 — Скульптура «Гладиатор» (Москва, стадион «Открытие Арена»)[3]
- 2015 — Памятник Константину Рокоссовскому (Москва, бульвар Рокоссовского)[28][29][30]
- 2015 — Памятник царевичу Дмитрию (Углич)
- 2015 — Памятник Марине Семёновой на Новодевичьем кладбище
- 2016—2017 — Памятник Льву Дурову на Новодевичьем кладбище[31]
- 2017 — Памятник Николаю Урванцеву (Норильск)
- 2020 — Памятник Евгению Вахтангову в театре, носящем его имя[32][33]
- 2020 — Художественная композиция «Заседание штаба Западного фронта» (Красновидово Московской области)[34]
- 2020 — Скульптурная композиция «Атом Солнца Олега Табакова»
- 2021 — Памятник Стефану Немане в Белграде[3][35]. Памятник высотой 23 м стал самым большим монументом Белграда. Детали памятника были доставлены из Москвы в Белград летом 2020 года, после чего шесть месяцев продолжался монтаж монумента. Памятник стоит на постаменте в виде византийского шлема, что символизирует связь сербской культуры с Византией. В правой руке Стефан Неманя держит меч, а в левой — Хиландарскую грамоту, которую сербские историки называют «декларацией независимости Сербии средних веков»[36].
- 2021 — Памятник Юрию Лужкову (Георгий Победоносец) на Новодевичьем кладбище[37][38][39].
- 2022 — Памятник Галине Вишневской (Москва)[40][41][42].

## Выставки
- 2013 — Участие в выставке «Кабинетная скульптура», Центральный дом художника, Москва
- 2013 — Участие в выставке «Адам и Ева», галерея Дом Нащокина, Москва
- 2013 — Участие в выставке работ членов Президиума Российской академии художеств, Москва
- 2013 — Персональная выставка «Сечения», Музей современного искусства, Москва
- 2009—2010 — «2000 лет война. Эпизод I», Музей архитектуры имени А. В. Щусева, Москва
- 1997 — Участие в выставке «Мир чувственных вещей в картинках. Конец 20—21 века», Пушкинский музей, Москва
- 1996 — Выставка в Галерее Дилеманна, Бельгия
- 1995 — Выставка «Four Elements» Австрия, Вена
- 1993 — Выставка «Династия Рукавишниковых» Российская Академия художеств, Москва
- 1984—1985 — Групповая выставка художников СССР и ФРГ Вильнюс, Дуйсбург
- 1984 — Персональная выставка Центральный Дом художника, Москва
- 1984 — Участие в выставке «Весенний салон» в Гран-Пале Париж, Франция

## Награды и почётные звания
- Орден «Знак Почёта» (1986)[3];
- Орден Почёта (6 октября 2000 года) — за большой вклад в развитие изобразительного искусства[43][3];
- Кавалер ордена Звезды Италии (9 декабря 2020 года, Италия)[44]
- Сретенский орден первой степени (15 февраля 2021 года, Сербия)[45][3];
- Орден Александра Невского (20 января 2022 года) — за большой вклад в развитие отечественной культуры и искусства, многолетнюю плодотворную деятельность[46][3];
- Премия Ленинского комсомола (1976) — за скульптуры «Строители», «Рабочий», «Микеланджело»[3];
- Серебряная медаль Академии художеств СССР (ныне Российская академия художеств) (1982) за скульптуры «Бригада», «Владимир Высоцкий» и другие композиции[2];
- Серебряная медаль Французской академии искусств за скульптуру «Джон Леннон» (1982)[2][5];
- Заслуженный художник РСФСР (1984)[2];
- Заслуженный художник Киргизской ССР (1984)[2];
- Народный художник Российской Федерации (28 декабря 1995 года) — за большие заслуги в области искусства[47][3];
- Действительный член РАХ (1997);
- Государственная премия Российской Федерации в области литературы и искусства 2020 года (9 июня 2021 года) — За вклад в развитие отечественной и мировой художественной культуры, эстетическое воспитание творческой молодежи[48][3].

## Галерея
- Памятник Владимиру Набокову перед гостиницей «Montreux Palace»
- Мадрид. Памятник советским добровольцам, воевавшим в Испании в годы гражданской войны
- Белград. Памятник Стефану Немане

## Семья
- Рукавишников, Митрофан Сергеевич (1887—1946) — дед, был дипломантом Римской академии искусств.
- Рукавишников, Иулиан Митрофанович (1922—2000) — отец, советский скульптор, автор памятника А. П. Чехову (Таганрог) и мн. др.
- Филиппова, Ангелина Николаевна (1923—1987) — мать, скульптор. Заслуженный художник РСФСР[49].
- Рукавишникова Ольга Михайловна (1953) — жена, солистка ансамбля Игоря Моисеева[49].
- Рукавишников, Филипп Александрович (1974) — сын, скульптор.
- Рукавишникова Наталья Александровна (1993) — дочь.